# Іст-Керролл (парафія)
Шаблон:StateAbbr_ 32°44′ пн. ш. 91°14′ зх. д. / 32.73° пн. ш. 91.24° зх. д.
Округ  Іст-Керролл (англ. East Carroll Parish) — округ (парафія) у штаті  Луїзіана, США. Ідентифікатор округу 22035.

## Історія
Парафія утворена 1877 року.

## Демографія
За даними перепису 
2000 року 
загальне населення округу становило 9421 осіб, зокрема міського населення було 5984, а сільського — 3437.
Серед мешканців округу чоловіків було 4817, а жінок — 4604. В окрузі було 2969 домогосподарств, 2140 родин, які мешкали в 3303 будинках.
Середній розмір родини становив 3,4.
Віковий розподіл населення поданий у таблиці:
| Стать    | До 15 років | 15-21 | 22-29 | 30-39 | 40-49 | 50-65 | 65-85 | Понад 85 |
| -------- | ----------- | ----- | ----- | ----- | ----- | ----- | ----- | -------- |
| Чоловіки | 1182        | 605   | 656   | 743   | 609   | 558   | 408   | 56       |
| Жінки    | 1192        | 515   | 436   | 548   | 556   | 647   | 593   | 117      |

## Суміжні округи
- Шико, Арканзас — північ
- Іссаквена, Міссісіпі — схід
- Воррен, Міссісіпі — південний схід
- Медісон — південь
- Ричленд — південний захід
- Вест-Керролл — захід

## Виноски
1. ↑  U.S. Decennial Census. United States Census Bureau. Архів оригіналу за 26 квітня 2015. Процитовано 20 серпня 2014.
2. ↑  Historical Census Browser. University of Virginia Library. Архів оригіналу за 11 серпня 2012. Процитовано 20 серпня 2014.
3. ↑  Population of Counties by Decennial Census: 1900 to 1990. United States Census Bureau. Архів оригіналу за 15 вересня 2014. Процитовано 20 серпня 2014.
4. ↑  Census 2000 PHC-T-4. Ranking Tables for Counties: 1990 and 2000 (PDF). United States Census Bureau. Архів оригіналу (PDF) за 18 грудня 2014. Процитовано 20 серпня 2014.
5. ↑  State & County QuickFacts. United States Census Bureau. Архів оригіналу за 6 червня 2011. Процитовано 9 серпня 2013. [Архівовано 2007-07-14 у Wayback Machine.](англ.) Наведено за англійською вікіпедією.
6. ↑  American FactFinder. Бюро перепису населення США. Архів оригіналу за 26 лютого 2012. Процитовано 31 січня 2008. [Архівовано 2008-05-21 у Wayback Machine.]

| США | Це незавершена стаття з географії США. Ви можете допомогти проєкту, виправивши або дописавши її. |